# Mitrephora samarensis
Mitrephora samarensis är en kirimojaväxtart som beskrevs av Elmer Drew Merrill. Mitrephora samarensis ingår i släktet Mitrephora och familjen kirimojaväxter. Inga underarter finns listade i Catalogue of Life.